# Gregor Gysi
Gregor Gysi (udtales "gisi", født 16. januar 1948 i Berlin) er en tysk politiker (SED/PDS/Die Linkspartei/Die Linke). Fra 1989 til 1993 var han leder i PDS, og i 2002 var han senator i delstaten Berlin. Han har siden 2005 været medlem af Forbundsdagen.

## Baggrund og uddannelse
Gysi var færdig uddannet jurist i DDR i 1970, og forsvarede som selvstændig advokat blandt andet flere kendte systemkritikere som var tiltalt af DDR-regimet. Senere blev det kendt at Gysi arbejdede som angiver for Stasi. Forbundsdagens immunitetsudvalg fastslog at Gysi var Stasi-angiver under dæknavnet "IM Notar", at han gav vigtig information videre til SED-myndighederne og deltog aktivt i undertrykkelsen af den demokratiske opposition i DDR.
Gregor Gysi opvoksede i en kommunistisk funktionærfamilie. Hans far, Klaus Gysi, var ambassadør og kulturminister i DDR, og Gysis mor hed Irene. Gregor Gysi har været gift to gange og har tre børn. Hans søster er skuespillerinden Gabriele Gysi.

## Politisk karriere
I 1967 blev Gysi medlem i SED, Sozialistische Einheitspartei Deutschlands, kommunistpartiet i DDR. I 1989 stod han frem for offentligheden som en af lederne for reformbevægelsen i DDR. 9. december 1989 blev han valgt til leder af SED, hvor de reformvenlige nu havde flertal. Året efter blev SED omdøbt til PDS, Partei des Demokratischen Sozialismus, under ledelse af Gysi.
Fra marts til oktober 1990 var Gysi repræsentant i det første og eneste frit valgte Volkskammer i DDR, derefter var han fra oktober 1990 til februar 2002 repræsentant i det tyske parlament, Forbundsdagen. Fra 2001 til 2002 var han medlem af delstatsforsamlingen i Berlin. Han var kortvarigt senator i Berlin i 2002.
I 2004 var Gysi meget syg og havde flere sygehusophold.
Ved parlamentsvalget i 2005 vandt Gysi direktemandatet i valgkredsen Treptow-Köpenick i Berlin med 40,4 procent af stemmerne. Sammen med Oskar Lafontaine er Gysi parlamentarisk leder for partigruppen Die Linke i Forbundsdagen.